# Chilabothrus inornatus
Espèce
Synonymes
- Boa inornata Reinhardt, 1843
- Epicrates inornatus (Reinhardt, 1843)
- Boella tenella Smith & Chiszar, 1992

Statut de conservation UICN

 LC  : Préoccupation mineure
Statut CITES
Chilabothrus inornatus, le Boa de Porto Rico, est une espèce de serpents de la famille des Boidae.

## Répartition
Cette espèce est endémique de Porto Rico.
Il est plus fréquent dans la région des karsts à l’extrémité nord-ouest de l’île.

## Description

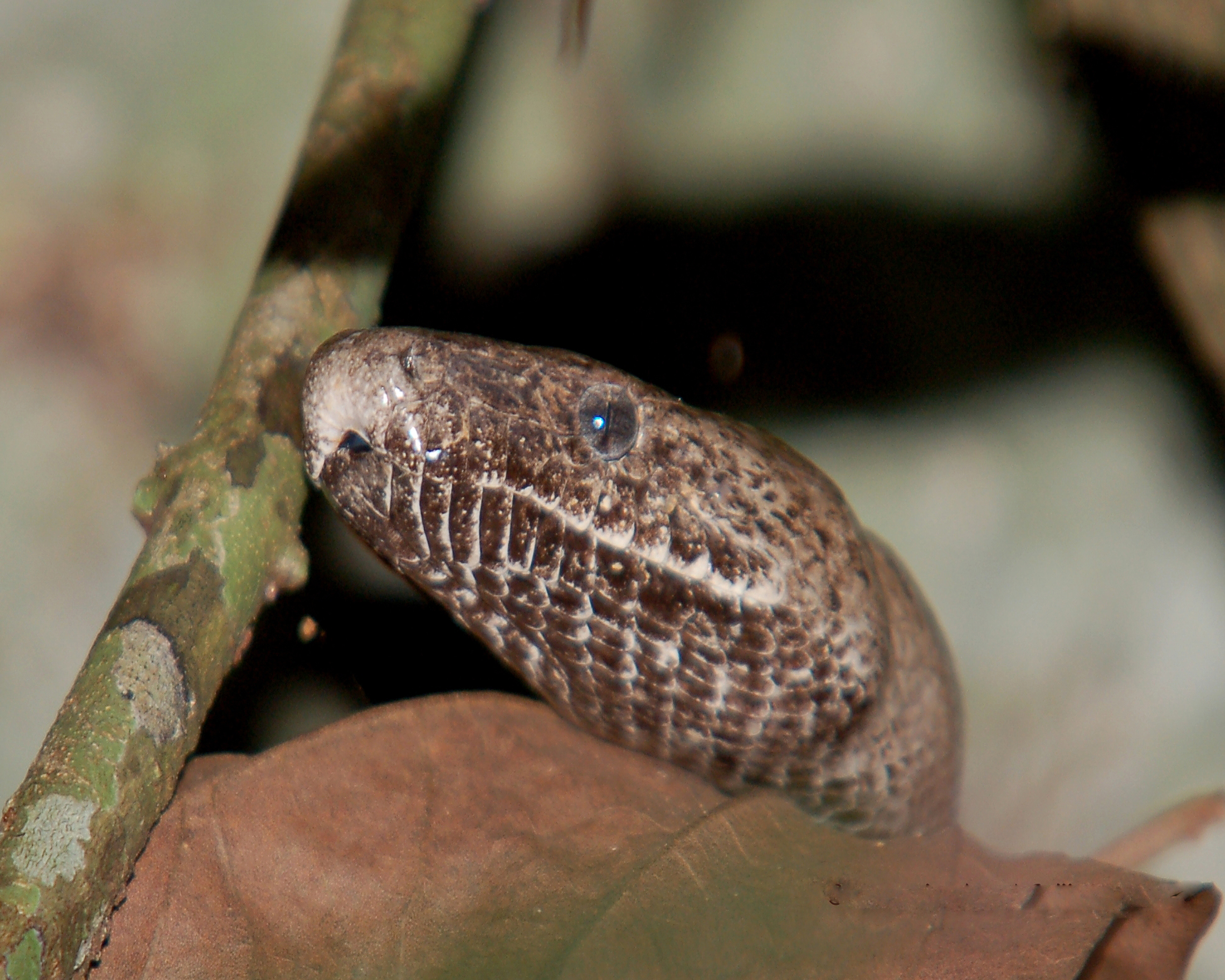
Chilabothrus inornatus

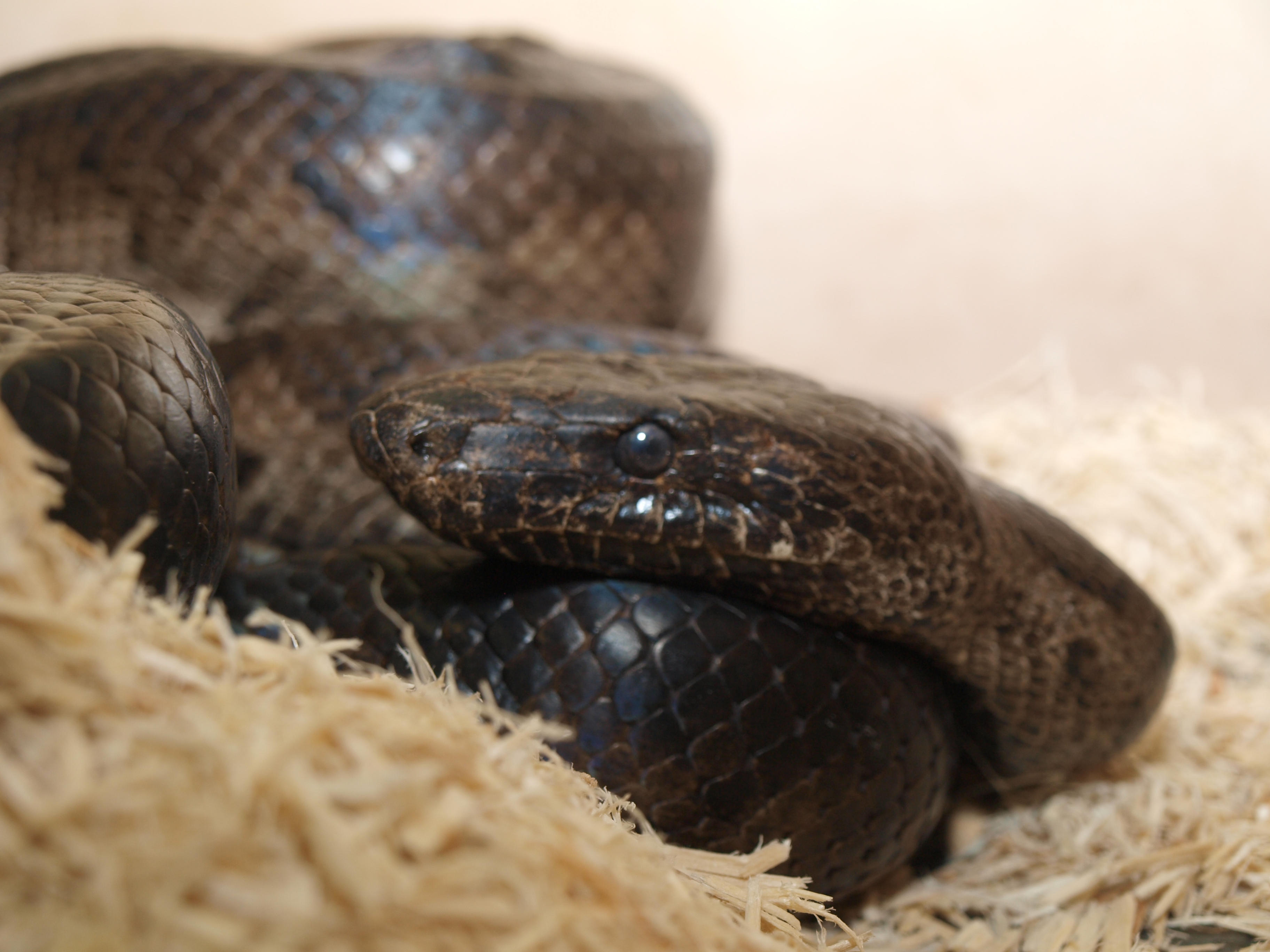
Chilabothrus inornatus

C'est un boa terrestre vivipare de couleur marron-foncée qui peut atteindre une taille de 180 à 270 cm.
Le boa se nourrit en saisissant sa proie dans ses mâchoires, s’enroulant autour d’elle et resserrant ses anneaux jusqu’à ce qu’elle soit étouffée. La proie est ensuite avalée la tête la première. Il se nourrit de petits mammifères, oiseaux et lézards
La région des karsts où vivent les boas est une région où l’on rencontre des grottes, ce qui offre aux serpents l’opportunité de se nourrir de chauves-souris. Ils les attendent à l’entrée de la grotte et les saisissent au vol lorsqu’elles en sortent.
Les femelles donnent naissance à 23 à 26 jeunes boas par portée.

## Statut actuel
Des enregistrements, certains datant des années 1700, indiquent que durant les premiers siècles de colonisation espagnole de Porto Rico le boa était relativement abondant, et l’huile produite à partir de la graisse du serpent était un produit couramment exporté. Le marché de l’huile, ainsi que la destruction de son habitat, ont eu un impact important sur le boa. La déforestation de l’île commença à cette époque et au début du XXe siècle une partie mineure de la forêt naturelle subsistait. Quand une expédition du muséum d’histoire naturelle des États-Unis visite Porto Rico en 1900, le boa est devenu tellement rare qu’aucun spécimen ne peut être collecté. L’introduction de la petite mangouste indienne qui s’attaque aux serpents est une explication supplémentaire de la situation  actuelle du boa. Il semblerait que les effectifs de boas aient quelque peu ré-augmenté ces dernières années, bien que les mesures de sauvegarde soient toujours d’actualité.

## Publication originale
- Reinhardt, 1843 : Beskrivelse af nogle nye Slangearter. Det Kongelige Danske videnskabernes Selskabs Skrifter, vol. 10, p. 233-279 (texte intégral).